# Ų̃
Ų̃ (minuscule : ų̃), appelé U tilde ogonek, est une lettre latine utilisée dans l’écriture du lituanien.
Il s’agit de la lettre U diacritée d’un tilde et d’un ogonek.

## Utilisation
En lituanien, le U ogonek ‹ Ų, ų › peut être combiné avec un tilde indiquant une syllabe tonique : ‹ Ų̃, ų̃ ›.

## Usage informatique
Le U tilde ogonek peut être représenté avec les caractères Unicode suivants : 
- précomposé et normalisé NFC (latin étendu A, diacritiques) :

| formes    | représentations | chaînes de caractères | points de code | descriptions                                       |
| --------- | --------------- | --------------------- | -------------- | -------------------------------------------------- |
| capitale  | Ų̃               | Ų◌̃                    | U+0172 U+0303  | lettre majuscule latine u ogonek diacritique tilde |
| minuscule | ų̃               | ų◌̃                    | U+0173 U+0303  | lettre minuscule latine u ogonek diacritique tilde |

- décomposé et normalisé NFD (latin de base, diacritiques) :

| formes    | représentations | chaînes de caractères | points de code       | descriptions                                                   |
| --------- | --------------- | --------------------- | -------------------- | -------------------------------------------------------------- |
| capitale  | Ų̃               | U◌̨◌̃                   | U+0055 U+0328 U+0303 | lettre majuscule latine u diacritique ogonek diacritique tilde |
| minuscule | ų̃               | u◌̨◌̃                   | U+0075 U+0328 U+0303 | lettre minuscule latine u diacritique ogonek diacritique tilde |